# Giuseppe Mazzuoli (escultor)

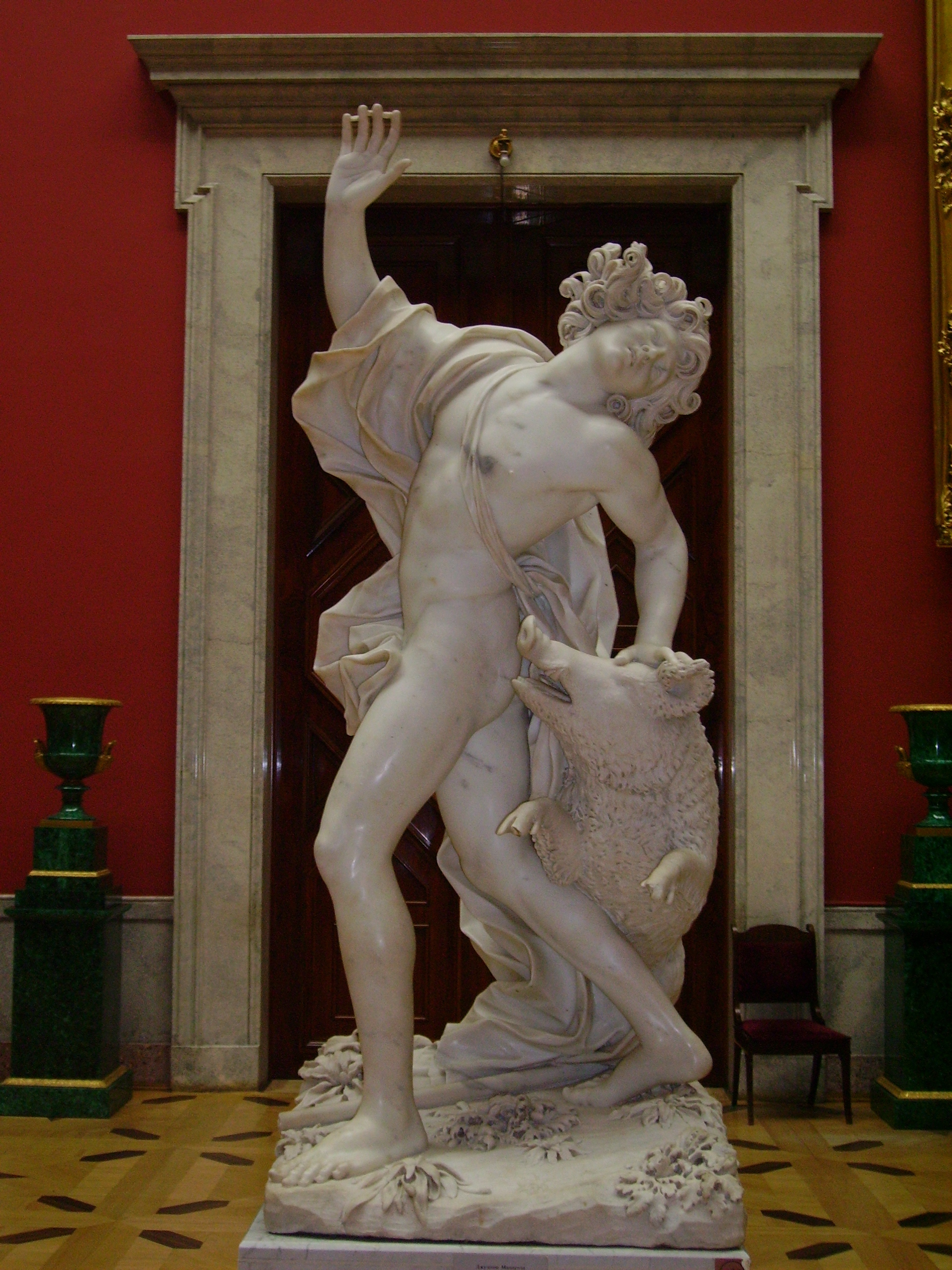
Muerte de Adonis, Museo del Hermitage, San Petersburgo.

Giuseppe Mazzuoli (Volterra, 1 de enero de 1644 - Roma, 7 de marzo de 1725) fue un escultor italiano que trabajó durante el barroco.

## Biografía
Nació en una familia de artistas. Su padre Dionysio, arquitecto e ingeniero, se mudó con los suyos a Siena al poco de nacer el joven Giuseppe, para participar en las obras de reconstrucción del palacio del príncipe Matías de Médici.
La primera formación artística la recibió Giuseppe junto a su hermano Giovanni Antonio, que permaneció en Siena cuando poco después marchó a Roma. Allí Giuseppe ingresó en el taller de Ercole Ferrata, aunque trabajando bajo la autoridad directa de Melchiorre Caffa.
Como artista con entidad propia, su primer trabajo de envergadura fue la participación en el monumento funerario del papa Alejandro VII en la basílica de San Pedro, supervisado por Bernini. Mazzuoli contribuyó con la figura de mármol de la Caridad (boceto de Bernini, c. 1673). En 1675 se convirtió en miembro de la Congregazione dei Virtuosi y posteriormente ingresaría en la Accademia di San Luca (1679).
Mazzuoli se convirtió en uno de los habituales colaboradores en los grandes conjuntos escultóricos de Bernini. Siguió el estilo de su maestro, siendo un fiel representante del más florido estilo barroco, que continuó practicando hasta bien entrado el siglo XVIII.
Cuando se decidió rellenar con grandes estatuas de los Apóstoles los nichos que rodean la nave principal de San Juan de Letrán, se dividió el trabajo entre los más insignes escultores romanos de la época. A Mazzuoli le correspondió el San Felipe, a partir de un boceto del pintor predilecto de Clemente XI, Carlo Maratta, al igual que el resto de las figuras del grandioso proyecto. Mazzuoli estuvo ocupado con esta obra desde 1703 hasta la colocación de la estatua, hacia 1712-1715.
Uno de sus últimos encargos importantes fueron las figuras alegóricas de la tumba del Gran Maestre de la Orden de Malta, Ramón Perellós (muerto en 1720), en la iglesia de San Juan en La Valeta.
Su hijo, Giuseppe Mazzuoli el Joven, también fue escultor.

## Obras destacadas
- Santo Tomás de Villanueva (San Martino, Siena)
- Inmaculada Concepción (San Martino, Siena)
- Caridad (1673-1675, tumba de Alejandro VII, San Pedro del Vaticano)
- San José (1675-1685, Ball State Museum of Art, Indiana)
- San Juan Bautista y San Juan Evangelista (1677-1679, Gesù e Maria, Roma)
- San Felipe (1695, Brompton Oratory, Londres)
- San Mateo (1695, Brompton Oratory, Londres)
- Estatua de Pío II (1698, Catedral de Siena)
- Educación de la Virgen (1700, Cleveland Museum of Art)
- San Felipe (1703-1712, San Juan de Letrán, Roma)
- Nereida (1705-1715, National Gallery of Art, Washington)
- Muerte de Adonis (1709, Museo del Hermitage, San Petersburgo)
- La Caridad triunfa sobre la Codicia (1710-1715, Museo del Hermitage, San Petersburgo)
- Muerte de Cleopatra (1713, Philadelphia Museum of Art)
- Monumento Pallavicini (1713, San Francesco a Ripa, Roma)
- Caridad (c. 1720, Museo del Louvre, París), modelo para una de las figuras del mausoleo de Ramón Perellós, en La Valeta.